# Ley de la conductividad de Wiedemann-Franz
En física, la ley de la conductividad de Wiedemann-Franz establece para los metales, la razón de la contribución electrónica de la conductividad térmica a la conductividad eléctrica.

## Historia
Esta ley empírica lleva el nombre de los físicos alemanes Gustav Wiedemann (1826-1899) y Rudolph Franz (1826-1902), quien en 1853 informó que ({\displaystyle \kappa \ /\ \sigma }) tenía aproximadamente el mismo valor para los diferentes metales a la misma temperatura. La proporcionalidad de  ({\displaystyle \kappa \ /\ \sigma }) con la temperatura fue descubierta por Ludvig Lorenz en 1872.

## Simbología
| Símbolo                     | Nombre                  | Unidad    |
| --------------------------- | ----------------------- | --------- |
| {\displaystyle T}           | Temperatura absoluta    | K         |
| {\displaystyle \kappa }     | Conductividad térmica   | W / (m K) |
| {\displaystyle \sigma }     | Conductividad eléctrica | S / m     |
|                             | Constantes              |           |
| {\displaystyle e}           | Carga elemental         | C         |
| {\displaystyle k_{\rm {B}}} | Constante de Boltzmann  | J / K     |
| {\displaystyle L}           | Número de Lorenz        | W Ω / K2  |

## Descripción
{\displaystyle {\frac {\kappa }{\sigma }}=L\ T}
La constante de proporcionalidad (Número de Lorenz) es igual a:
{\displaystyle L={\frac {\kappa }{\sigma \ T}}={\frac {\pi ^{2}}{3}}\left({\frac {k_{\rm {B}}}{e}}\right)^{2}=(2.44\times 10^{-8})\ \mathrm {W\ \Omega \ /\ K^{2}} }

## Fuente
- Clifford A. Pickover, De Arquímedes a Hawking. Las leyes de la ciencia y sus descubridores, traducción de Joan Lluís Riera, Crítica, Barcelona, 2009, págs. 475-482.

- Datos: Q944030